# Olympische Winterspiele 2018/Teilnehmer (Bolivien)
| Gelbes Symbol für Goldmedaillen mit stilisierten Olympischen Ringen | Graues Symbol für Silbermedaillen mit stilisierten Olympischen Ringen | Braundes Symbol für Bronzemedaillen mit stilisierten Olympischen Ringen |
| ------------------------------------------------------------------- | --------------------------------------------------------------------- | ----------------------------------------------------------------------- |
| —                                                                   | —                                                                     | —                                                                       |

Bolivien nahm an den Olympischen Winterspielen 2018 in Pyeongchang mit zwei Athleten in zwei Disziplinen teil, beides Männer. Fahnenträger bei der Eröffnungsfeier war Simon Breitfuss Kammerlander.

## Teilnehmer nach Sportarten

### Ski Alpin
| Athleten                     | Wettbewerbe  | 1. Lauf     | 2. Lauf     | Gesamt        | Gesamt        |               |
| Athleten                     | Wettbewerbe  | Zeit        | Zeit        | Zeit          | Rang          |               |
| ---------------------------- | ------------ | ----------- | ----------- | ------------- | ------------- | ------------- |
| Männer                       |              |             |             |               |               |               |
| Simon Breitfuss Kammerlander | Abfahrt      | −           | −           | 1:47,87 min   | 46            |               |
| Simon Breitfuss Kammerlander | Super-G      | −           | −           | 1:31,69 min   | 45            |               |
| Simon Breitfuss Kammerlander | Riesenslalom | 1:16,27 min | 1:15,98 min | 2:32,25 min   | 43            |               |
| Simon Breitfuss Kammerlander | Slalom       | 54,66 s     | 55,76 s     | 1:50,42 min   | 32            |               |
| Simon Breitfuss Kammerlander | Kombination  | 1:22,94 min | DNF         | ausgeschieden | ausgeschieden | ausgeschieden |

### Skilanglauf
| Athleten             | Wettbewerbe    | Zeit        | Rang |
| -------------------- | -------------- | ----------- | ---- |
| Männer               |                |             |      |
| Timo Juhani Grönlund | 15 km Freistil | 43:18,4 min | 105  |